# Narjisse El Joubari
Narjiss Eljoubari est une artiste plasticienne marocaine. Elle est née en 1980 à Assilah, au Maroc. Elle appartient à la quatrième génération des artistes marocains.

## Biographie
Après avoir obtenu son baccalauréat vers 1997, elle a intégré l'Institut national des beaux-arts de Tétouan jusqu'à 2001. C'est une grande figure des arts plastiques et art contemporain au Maroc. Elle a participé à des résidences d’artistes en France et à de plusieurs ateliers de peinture. Narjiss el Joubari a présenté ses œuvres dans plusieurs expositions organisées au Maroc et à l’étranger. Elle vit et travaille à Casablanca.

## Style et technique
Narjisse el Joubari peint avec un va et vient entre le blanc et le noir ce qui crée son style particuliers. « Des parapluies aux nuages, Narjisse El Joubari passe d’une posture de sauvegarde terrienne à une ouverture optimale sur l’univers. Car, semble-t-il, au-dessus des parapluies, dansants au gré des pluies, les nuages continuent leur périple, comme pour signifier l’impermanence du monde, sa fragilité et sa force originelle (…) Narjisse El Joubari libère le regard pour le plonger dans un présent marqué autant par la perte et le deuil, que par les rêveries de l’enfance. (…) Nul doute que ses œuvres récentes lui permettent d’affirmer son univers personnel, intime et profondément attaché à son regard et à sa mémoire. » Farid Zahi.

## Expositions

### Individuelles
Les expositions individuelles d'El Joubari comprenaient celles-ci. 
- 2006 : Délégation culturelle de Larache.
- 2006 : Espace CDG- Rabat.
- 2007 : Centre culturel Hassan II, Assilah.
- 2007 : Galerie au 9- Casablanca.
- 2008 : Galerie Bab El Kebir- Oudayas - Mohamed El Fassi Villa des Arts - Rabat.
- 2008 : Galerie Monassilah - Assilah.
- 2010 : Atelier 21 - Casablanca[6],[7]
- 2012 : «Empreintes du temps» - Jad Art Galerie, Casablanca; «Cries and whispers» - Villa Delaporte, Casablanca.
- 2014 : «Azaila Paint» - Bab Rouah, Rabat
- 2015 : Galerie d'Art Contemporain Mohamed Drissi, Tanger ; La Maison de l’art contemporain de Briech, Assilah; Musée de la Palmeraie, Marrakech ; Médiathèque de la mosquée Hassan II, Casablanca.
- 2016 : Villa des Arts - Casablanca.
- 2017 : Confluences Atelier Tata. Casablanca.
- 2018 : Artorium - Fondation TGCC-  Galerie Nadar - Art Space Casablanca.
- 2019 : Artorium - Fondation TGCC Blue Note - Casablanca- Gallery Kent - Tanger.
- 2020 : Trio -Galerie Nadar- Casablanca. Gallery Kent- Tanger.
- 2023 : «A fleur de mémoire», un hommage à son frère - espace Artorium de Casablanca[8],[9].

### Collectives
Elle a également participé à de nombreuses expositions collectives :
- 2009 : Centre culturel Hassan II, Assilah ; 48e Salon international d’art de Bourges. Château d'eau de Bourges, France; Salle EM Sandoz et David Wiell. Cité internationale des Arts Paris France.
- 2017: Centre culturel Hassan II, Assilah. Exposition Rabiiyat[11].
- 2018: 40e Moussem Culturel International d'Assilah, « 40 ans de peinture murale, ancienne ville d'Assilah »[11],[12].
- Février 2020: galerie Nadar, à Casablanca, avec deux autres artistes peintres: Abdelaziz Ousalah et Belkacem El Hou[13].
- 2021: « Le Cube » - Galerie Nadar, Casablanca[14].
- 2022 : 13 artistes pour un seul message, « Le droit de vivre » - espace Artorium de Casablanca et musée d'Art et de Culture de Marrakech[15],[16].
- Juillet 2023: à la galerie du Centre Hassan II des rencontres internationales à Assilah[17].
- 2024 : Only lovers left alive, Kent Gallery, Tanger[18],[19].

### Présence dans les institutions nationales
Les œuvres de Narjisse El Joubari figurent parmi :  
- Royal Air du Maroc
- Saham Assurance
- Agence du Nord
- Fondation TGCC[10]

## Récompenses
- Lauréate du Prix de l’Institut national supérieur des beaux-arts de Tétouan (2010)[7].